# Communauté rurale de Colobane
La communauté rurale de Colobane est une communauté rurale du Sénégal située à l'ouest du pays. 
Elle fait partie de l'arrondissement de Colobane, du département de Gossas et de la région de Fatick.
Lors du dernier recensement, la CR comptait 16 919 personnes et 1 914 ménages.